# Begonia arfakensis
Espèce
Synonymes
- Begonia afrakensis (Gibbs) L. Forrest & Hollingsw.[1]
- Symbegonia arfakensis Gibbs[1] [2]

Begonia arfakensis est une espèce de plantes de la famille des Begoniaceae. Ce bégonia est originaire d'Indonésie. L'espèce fait partie de la section Symbegonia. Décrite dans le genre Symbegonia par Lilian Suzette Gibbs (1870-1925) en 1917, elle a été recombinée dans le genre Begonia en 2003 par Laura L. Forrest et Peter M. Hollingsworth. L'épithète spécifique arfakensis signifie « des Arfak » en référence aux Monts Arfak, une chaîne de montagnes indonésiennes.

## Répartition géographique
Cette espèce est originaire du pays suivant : Indonésie.